# Bouvier des Ardennes
Bouvier des Ardennes – jedna z ras psów, należąca do grupy psów pasterskich i zaganiających, zaklasyfikowana do sekcji psów zaganiających. Podlega próbom pracy.

## Rys historyczny
Niektórzy twierdzą, że Bouvier des Ardennes pochodzą ze skrzyżowania owczarka belgijskiego z pikardyjskim, inni, że jest to rasa starsza, powstała w XVIII wieku poprzez krzyżowanie lokalnych ras psów pasterskich występujących na terenie Belgii i Luksemburga.

## Wygląd

### Budowa
Są to psy średniej wielkości, krótkie, szerokie i masywne. Krótka, szeroka szyja, masywna czaszka, szerokie wargi. Włosy szorstkie, długości około 5 cm, krótsze na kończynach i głowie.

## Użytkowość
Bouvier des Ardennes to przede wszystkim psy pracujące, pasterskie. Od lat zajmowały się pilnowaniem i ochroną bydła. Przyzwyczajone są do ciężkiej pracy i życia na dworze, więc nie nadają się do trzymania w domu. Potrzebują dużo ruchu. Wymagają regularnego szczotkowania.